# Both ENDS
Both ENDS (Beide Einden) is een NGO die zich richt op de bescherming van mensenrechten en het milieu. De organisatie werd in 1986 door enkele milieuorganisaties opgericht en ondersteunt het werk van milieuorganisaties, vooral in het zogeheten Zuiden (de ontwikkelingslanden) en de Midden- en Oost-Europese landen (CEE). Die ondersteuning wordt gegeven in de vorm van informatieverstrekking, onderzoek, beleidsbeïnvloeding, campagnes, netwerken en capaciteitsversterking.
De centrale thema's van Both ENDS zijn: gebruik en beheer van land en water, handel en investeringen, klimaatbeleid, mensenrechten en gender, publiek geld voor ontwikkeling.